# Чокори
Чокори (серб. Чокори / Čokori) — село в общине Баня-Лука Республики Сербской Боснии и Герцеговины. Население составляет 219 человек по переписи 2013 года. Располагается в западной части общины, в 10 км от города Баня-Лука.